# Ede Reményi
Ede Reményi (originalmente llamado Ede Hoffmann, Miskolc, 17 de enero de 1828 - San Francisco, 15 de mayo de 1898) fue un compositor y violinista.  Virtuoso conocido en los cinco continentes, fue un violinista premiado por la reina Victoria con el título de "virtuoso de la corte". 

## Vida
Su padre, Henrik Hoffman, era orfebre y su madre fue Katalin Vidov. Comenzó sus estudios en su ciudad natal, y a los nueve años ya daba conciertos. Entre 1842 y 1845, continuó su formación musical en el Conservatorio de Viena con József Böhm, el fundador de la Escuela de Violín de Viena. A la edad de veinte años, al regresar a casa desde Viena, participó en la revolución húngara de 1848. Se convirtió en ayudante de Artúr Görgei y luego en su violinista predilecto, lo que le obligó a emigrar al extranjero tras la derrota de la llamada Guerra de la Independencia. Viajó a América vía Constantinopla, París y Londres. Regresó a Europa como violinista y en poco tiempo tuvo una carrera de éxito. Entró en contacto con muchos compositores prominentes de la época, incluso llevando al joven Brahms con él en sus giras de conciertos en 1852-53. En 1853, también se asoció en Weimar con Ferenc Liszt. En 1854, vivió durante un tiempo en Londres, donde la reina Victoria le otorgó el título de "virtuoso de la corte", y también le otorgó el título de violinista de la reina.  Volvió a América en 1855, y después de cinco años, en 1860, pudo regresar a casa por una amnistía.
Después de eso, durante una década y media, fue un actor central en la escena musical húngara. Dio conciertos en varias ciudades del país, dio conciertos con Liszt, e inició varias fundaciones importantes. En 1870, el intendente del Teatro Nacional, el barón István Orczy, lo fichó como primer violinista. Sin embargo, dejó su trabajo al poco tiempo, y su carta de renuncia también fue publicada en los Periódicos Musicales. El 10 de febrero de 1872, en Pest se casó con la hija de Antal Fáy, Gizella Fáy, los testigos de su boda fueron Ferenc Liszt, Ödön Mihalovich, Lajos Jekelfalussy y Ernő Blaskovich, y la ceremonia fue celebrada por Lajos Haynald. Los esposos fueron al extranjero: primero a París, luego a Londres, y finalmente en el otoño de 1878, se instalaron definitivamente en los Estados Unidos.
Durante sus años estadounidenses, también dio conciertos regulares, en Nueva York con la Filarmónica de Nueva York el 23 de noviembre de 1878, el 7 de diciembre de 1878 tocó en la Casa Blanca como invitado del presidente de los Estados Unidos, Rutherford B. Hayes, y también fue invitado de otro presidente estadounidense, William McKinley, en la oficina del gabinete de la Casa Blanca. Continuó viajando y dando conciertos incansablemente, entre 1886 y 1890 en Japón, China, Tasmania, Nueva Zelanda, Ceilán, Madagascar y Sudáfrica. Solo vino a Europa desde los Estados Unidos para realizar giras de conciertos, por lo que visitó Hungría una vez más en 1891. Murió durante un concierto en San Francisco. El 29 de mayo de 1898 fue enterrado en Nueva York.
Reményi, que tenía varios instrumentos excelentes, tocaba su propio Stradivarius. Su nombre generalmente se menciona en relación con Brahms, se dice que Brahms tomó de él dos melodías de las danzas húngaras. Además de su brillante superioridad técnica, sus contemporáneos destacaron su extremada pasión e impulsividad. El Grove Dictionary of Music and Musicians compara su carácter artístico, un viajero del mundo, con un cometa, que a veces aparece y a veces desaparece de la vida artística internacional. .

## Galería

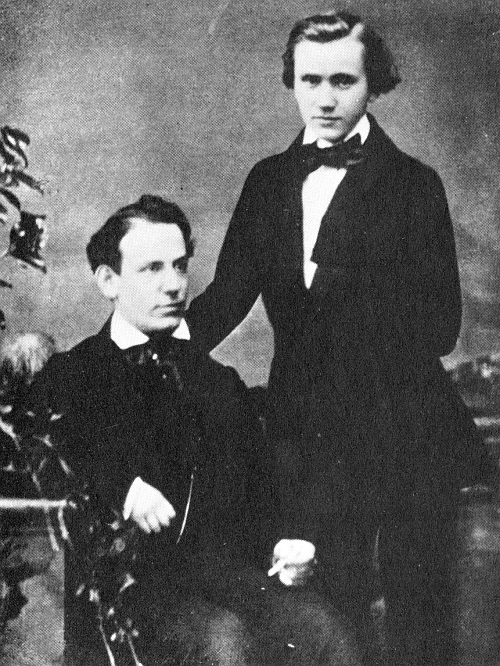
Ede Reményi y J. Brahms (1852)
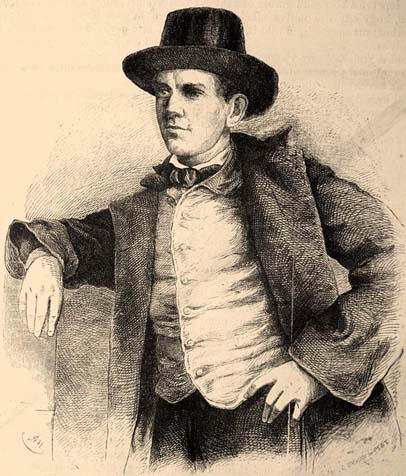
Ede Reményi en el periódico dominical (1856)
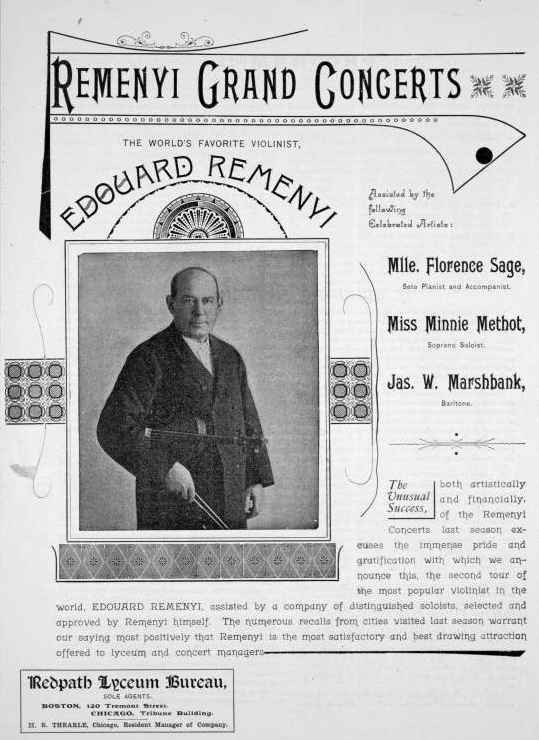
Su programa de conciertos de Boston (1891)